# Stationärer Prozess

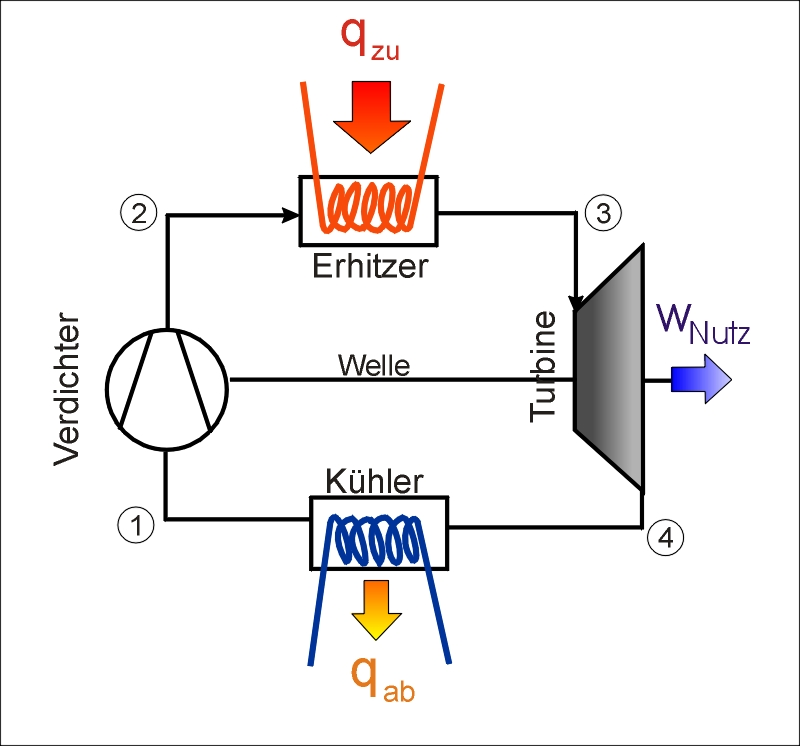
Der Joule-Kreisprozess ist ein stationärer Fließprozess

Als stationärer Prozess wird in der Thermodynamik ein Prozess bezeichnet, dessen Zustandsgrößen unabhängig von der Zeit {\displaystyle \tau } sind. Stationäre Prozesse sind in der Realität weit verbreitet, beispielsweise bei Turbinen in Kraftwerken, Strahltriebwerken in Flugzeugen, Pumpen und Kompressoren. Viele Kreisprozesse sind stationäre Prozesse.
In Bilanzgleichungen wie Massenbilanz oder Energiebilanz steht auf der linken Seite der Gleichung üblicherweise die Änderung der jeweils bilanzierten Zustandsgröße. Für die Massenbilanz gilt beispielsweise 
{\displaystyle {\frac {dm(\tau )}{d\tau }}=\sum {\dot {m}}_{i}(\tau )}
Bei einem stationären Fließprozess ändern sich die Zustandsgrößen nicht mit der Zeit, somit gilt:
{\displaystyle {\frac {dm(\tau )}{d\tau }}=0}.
Die Massenbilanz vereinfacht sich folglich zu
{\displaystyle 0=\sum {\dot {m}}_{i}(\tau )}.
Dass bei einem stationären Prozess die Zustandsgrößen unabhängig von der Zeit sind, bedeutet nicht, dass eine Zustandsgröße innerhalb eines Systems stets konstant ist. Betrachtet man beispielsweise eine im stationären Fließprozess arbeitende Turbine, so sind Druck und Temperatur vor dem Eintritt in die Turbine höher als nach der Turbine. Diese Zustandsgrößen sind also vom Ort abhängig, für einen festen Ort sind sie aber konstant.